# LG G2
De LG G2 is een smartphone van het Zuid-Koreaanse concern LG Electronics. De telefoon werd aangekondigd op 7 augustus 2013 en volgde zo de in 2012 uitgebrachte LG Optimus G op. De telefoon is naar Nederland gekomen en hij is beschikbaar in de kleuren zwart en wit.